# Скевинг, Магнус
Ма́гнус Эдн Э́йоульфссон Ске́винг (исл. Magnús Örn Eyjólfsson Scheving; род. 10 ноября 1964, Боргарнес) — исландский писатель, продюсер, предприниматель и спортсмен. Он также является автором и исполняет роль Спортакуса, одного из главных персонажей сериала «Лентяево».

## Ранняя жизнь и карьера
Магнус Скевинг родился в Рейкьявике. У Магнуса есть старшая сестра и младший брат.
Вырос в маленьком городке Боргарнес. В Боргарнесе Магнус посещал школу, в его классе училось 3 человека, включая его самого.
Шестикратный чемпион Исландии по спортивной аэробике. В 1994 и 1995 годах становился чемпионом Европы по спортивной аэробике. В 1994 стал серебряным медалистом Чемпионата мира по спортивной аэробике. В 1994 назван спортсменом года в Исландии.
Делая карьеру мотивационного оратора и много путешествуя, в начале 1990-х годов, Скевинг заметил недостаточную информированность в вопросах ожирения, недосыпания и малоподвижного образа жизни. В 1991—1993 годах Магнус Скевинг вёл собственное чат-шоу в Исландии, в формате когда родители могли приходить и задавать ему вопросы о том, как вырастить здоровых детей. Также в то время он управлял столярным бизнесом и вёл уроки фитнеса и гимнастики в местной школе. Как писатель, он написал книгу «Лентяево» (Áfram Latibær!), а также две театральные пьесы, впоследствии на основе этих материалов сняли одноимённый сериал. Сам Магнус снялся там в роли супергероя Спортакуса и все акробатические трюки выполнял сам. Также снялся в фильме «Шпион по соседству» в роли злодея.

## Фильмография
| Год       |   | Русское название   | Оригинальное название | Роль            |
| --------- | - | ------------------ | --------------------- | --------------- |
| 2000      | с | Завтрак            | Breakfast             | играет сам себя |
| 2004—2014 | с | Лентяево           | LazyTown              | Спортакус       |
| 2008      | с | Лентяево Экстра    | LazyTown Extra        | Спортакус       |
| 2010      | ф | Шпион по соседству | The Spy Next Door     | Антон Полдарк   |

## Личная жизнь
В 1989 году Магнус Скевинг женился на Рагнхейдюр Мельстед (Ragnheiður Melsteð; род. 1971). В 2014 году развелись. У них двое детей: дочь Сильвия Эдла (Sylvía Erla Melsteð; род. 27 февраля 1996), певица, и сын Кристоувер (Kristófer Melsted; род. 8 июня 1999), футболист, выступающий за клуб «Гроутта», и двое внуков. От предыдущих отношений у Магнуса Скевинга есть дочь. 
С 2017 года состоит в браке с Хрефной Бьёрк Сверрисдоуттир (Hrefna Björk Sverrisdóttir). 12 декабря 2022 года в браке рождён ребёнок.
В настоящее время Магнус с женой проживает в исландском городке Сельтьяднарнес.